# Scutoscypha fagi
Scutoscypha fagi är en svampart som beskrevs av Graddon 1980. Scutoscypha fagi ingår i släktet Scutoscypha och familjen Hyaloscyphaceae.   Inga underarter finns listade i Catalogue of Life.